# 줄리언 맥마흔
줄리언 맥마흔(영어: Julian McMahon 줄리언 맥맨[*], 1968년 7월 27일 ~ 2025년 7월 2일)은 오스트레일리아 출신 미국의 배우, 전직 모델이다. 오스트레일리아 20대 총리 윌리엄 맥마흔의 아들이다. 원래는 밀라노, 파리 등 유럽 무대를 중심으로 패션 모델로 일했다. 1987년 리바이 스트라우스 라인 등 리바이스 청바지의 오스트레일리아 텔레비전 광고 시리즈를 찍으면서 오스트레일리아 내에서 얼굴이 알려졌다. 1988년 아버지 장례를 치르기 위해 오스트레일리아로 돌아왔을 때 오스트레일리아 연속극 《더 파워, 더 패션》(1989)의 출연을 제안 받아 연기에 입문하였다. FX 드라마 《닙턱》(2003-10)으로 2003년 제61회 골든 글로브 드라마 부문 남우주연상 후보에 지명되었다.

## 생애

### 초기
맥마흔은 시드니에서 태어났다. 어머니 소니아(혼전 성씨 홉킨스)는 상류층 상속녀이자 사교계 인사, 패션 아이콘이었고, 아버지 윌리엄 맥마흔은 오랜 기간 호주 자유당 정부에서 고위직을 맡은 정치인이었다. 맥마흔이 두 살이던 1971년, 아버지는 제20대 호주 총리로 취임했다. 총리 재임 기간 동안 어머니는 세 자녀를 보모에게 맡기고 캔버라에서 남편과 함께 지냈다. 맥마흔에게는 누나 멜린다와 여동생 데보라가 있었으며, 아버지를 통해 아일랜드 혈통을 물려받았다.
2018년 <헤럴드 선>과의 인터뷰에서 그는 어린 시절에 대해 이렇게 말했다.
“아버지는 1908년생이에요. 제가 자라던 시대와는 너무 다른 시기죠. 1908년에 자란 사람이 1972년에 아버지가 된다는 건, 양육 방식에 대한 혼란이 있었을 거예요. 남편으로서의 역할도 그 시기에는 다르게 받아들여졌겠죠.”
그는 아버지처럼 시드니의 명문 사립 남학교인 시드니 그래머 스쿨을 다녔다. 어릴 적에는 육군 사관후보생이 되는 것과 럭비 선수가 되는 것이 꿈이었다. 이후 시드니대학교에서 법학을, 울런공대학교에서 경제학을 잠시 공부했지만 학업을 마치지 않고 유럽으로 떠나 모델 일을 시작했다.
1988년, 아버지가 세상을 떠났을 때 그는 유럽에서 일하고 있었고, 장례식 참석을 위해 호주로 돌아왔다. 그때 찍은 리바이스 광고가 계기가 되어, 이후 호주 드라마 <홈 앤드 어웨이>에 출연하게 되었다.

### 경력
맥마흔은 TV 연기 데뷔작으로 단명한 주간 드라마 The Power, The Passion에서 케인 에드먼즈 역을 맡았다. 이후 1989년 말, 병사 베니토 "벤" 루치니 역으로 홈 앤드 어웨이에 합류했고, 첫 방송은 1990년 2월에 나갔다. 계약이 1990년 12월에 만료되자 재계약 없이 하차했고, 극 중 아내 역을 맡았던 샤린 호지슨과 함께 작품을 떠났다.
90년대 초, 그는 미국 취업 비자를 얻는 데 어려움을 겪으며 몇몇 배역 기회를 놓쳤다. 전환점이 된 작품은 1993년 미국 드라마 어나더 월드로, 이안 레인이라는 인물로 출연하면서 할리우드 진출의 발판을 마련했다. 첫 촬영은 뉴욕의 한 저택 수영장에서 수영복 차림으로 등장하는 장면이었고, 그는 그 경험을 "마법 같았다"고 회상했다.
이후 그는 미국 드라마에서 꾸준히 존재감을 드러냈다. 프로파일러에서는 형사 존 그랜트, 참드에서는 초자연적 존재 콜 터너, 그리고 닙턱에서는 성형외과 의사 크리스천 트로이 역으로 인기를 얻었다. 영화에서도 활약했는데, 체이싱 슬립에서는 제프 대니얼스와 함께했고, 판타스틱 4 시리즈에서는 빌런 닥터 둠을 연기했다. 그 외에도 산드라 블록과 함께한 프리모니션, 브루스 윌리스가 출연한 레드, 밀라 요보비치와 함께한 페이시스 인 더 크라우드, 그리고 샤니 빈슨, 피비 톤킨과 함께한 베이트 3D 등에 출연했다.
그는 한때 제임스 본드 역 후보군에 올랐던 적도 있다고 밝혔다. 닙턱으로는 골든글로브 드라마 부문 남우주연상 후보에 오르기도 했다.
2018년, 그는 호주로 돌아와 퀸즐랜드에서 촬영한 영화 스윙잉 사파리에 출연했다. 이 영화는 1970년대를 배경으로, 맥마흔은 독특한 핸들바 수염을 한 채 등장한다. 작품 속에서 과거 처형이었던 카일리 미노그와 즉흥적으로 키스하는 장면도 있었는데, 오랜 시간 미국식 억양으로 연기해온 그는 오히려 호주 억양으로 연기하는 것이 낯설고 어렵다고 털어놓았다.
2020년부터 2022년까지는 CBS 범죄 수사 드라마 FBI: 모스트 원티드에서 제스 라크루아 역으로 출연했다. 대본을 받았을 때 '이 역할은 내가 해야겠다'는 직감이 들었다고 한다. 이 시리즈 외에도 FBI 본편과 FBI: 인터내셔널에도 게스트로 등장했다. 시즌 3 중반부에서 하차했고, 마지막 에피소드는 2022년 3월 8일 방송됐다.
그는 악역이나 상처를 가진 인물에 끌린다고 말한 바 있으며, 실제로도 그런 캐릭터를 자주 연기해왔다.

### 개인사와 죽음
1994년 맥마흔은 가수 겸 배우 대니 미노그와 결혼했다. 두 사람은 1991년 홈 앤드 어웨이 촬영장에서 처음 만났다. 그러나 맥마흔은 미국에서 연기 활동을, 미노그는 영국에서 음악 활동을 이어가며 결혼 생활 대부분을 떨어져 지냈다. 1년 반 만에 이혼했으며, 미노그는 시어머니 소니아 맥마흔과의 관계가 처음부터 어려웠다고 밝혔다.
맥마흔은 1999년 베이워치 스타 브룩 번스와 두 번째 결혼을 했고, 슬하에 딸 하나를 두었다. 하지만 이 결혼도 2001년에 끝났다. 이후 2014년에는 켈리 파니아과와 세 번째 결혼식을 올렸다.
그는 1990년대부터 미국에 거주했지만, 자신은 여전히 내면은 호주인이라고 느낀다고 말했다.
“속은 호주인이고 겉은 미국인 같은 느낌이에요. 호주를 절대 잊고 싶지 않아요. 호주 사람들, 호주식 표현들, 제가 자란 환경과 방식이 정말 좋아요. 그건 절대 바꾸고 싶지 않아요.”
맥마흔은 2025년 7월 2일, 미국 플로리다주 클리어워터에서 암으로 세상을 떠났다. 향년 56세.

## 출연 작품

### 영화
| 연도 | 제목                         | 원제                                      | 배역                 | 비고    |
| ---- | ---------------------------- | ----------------------------------------- | -------------------- | ------- |
| 1992 | 라이프가드                   | Exchange Lifeguards                       | 믹 둘리              |         |
| 1997 | 마젠타의 숲                  | Magenta                                   | 마이클 월시          |         |
| 1998 | 인 콰이어트 나이트           | In Quiet Night                            | 헤이스               |         |
| 2000 | 체이싱 슬립                  | Chasing Sleep                             | 조지                 |         |
| 2001 | 어나더 데이                  | Another Day                               | 데이비드             | TV 영화 |
| 2004 | 미트 마켓                    | Meet Market                               | 허치                 |         |
| 2005 | 판타스틱 4                   | Fantastic Four                            | 빅터 폰 둠 / 닥터 둠 |         |
| 2007 | 프리모니션                   | Premonition                               | 짐 핸슨              |         |
| 2007 | 프리즈너                     | Prisoner                                  | 데릭 플레이토        |         |
| 2007 | 판타스틱 4: 실버 서퍼의 위협 | Fantastic Four: Rise of the Silver Surfer | 빅터 폰 둠 / 닥터 둠 |         |
| 2010 | 레드                         | RED                                       | 로버트 스탠턴        |         |
| 2011 | 페이스 블라인드              | Faces in the Crowd                        | 샘 커레스트          |         |
| 2012 | 베이트                       | Bait 3D                                   | 도일                 |         |
| 2012 | 파이어 위드 파이어           | Fire with Fire                            | 로버트               |         |
| 2013 | 파라노이아                   | Paranoia                                  | 마일스 미첨          |         |
| 2014 | 유아 낫 유                   | You're Not You                            | 리엄                 |         |
| 2018 | 스윙잉 사파리                | Swinging Safari                           | 릭 존스              |         |
| 2018 | 킬러 노블레스 클럽           | Monster Party                             | 패트릭 도슨          |         |

### 텔레비전 드라마
| 연도          | 제목                               | 원제                                    | 배역                 | 비고                                      |
| ------------- | ---------------------------------- | --------------------------------------- | -------------------- | ----------------------------------------- |
| 1989          | 더 파워, 더 패션                   | The Power, The Passion                  | 케인 에드먼스        |                                           |
| 1990-91       | 홈 앤 어웨이                       | Home and Away                           | 벤 루시니            | 주연                                      |
| 1992          | G.P.                               | G.P.                                    | 콜린 카모디          | "Beat It" 편                              |
| 1993          | 어나더 월드                        | Another World                           | 이언 레인            |                                           |
| 1996-2000     | 프로파일러                         | Profiler                                | 존 그랜트 형사       | 주연                                      |
| 1998          | 윌 앤 그레이스                     | Will & Grace                            | 엘리베이터 안의 남성 | "Where There's a Will, There's No Way" 편 |
| 2000-03, 2005 | 참드                               | Charmed                                 | 콜 터너              | 주연(시즌 3-5), 게스트(시즌 7)            |
| 2003-10       | 닙턱                               | Nip/Tuck                                | 크리스천 트로이      | 주연                                      |
| 2013          | 풀 서클                            | Full Circle                             | 스탠리 머피          | 3회분                                     |
| 2015          | 유년기의 끝                        | Childhood's End                         | 루퍼트 보이스        | "The Deceivers" 편                        |
| 2016          | 헌터스                             | Hunters                                 | 매카시               | 6회분                                     |
| 2016          | 더크 젠틀리의 전체론적 탐정 사무소 | Dirk Gently's Holistic Detective Agency | 재커라이아 웨브      | 3회분                                     |
| 2017-18       | 런어웨이즈                         | Runaways                                | 조나                 | 주연(시즌 2), 조연(시즌 1)                |
| 2019-21       | FBI                                | FBI                                     | 제스 러크로이        | 스페셜 게스트                             |
| 2020-22       | FBI: 모스트 원티드                 | FBI: Most Wanted                        | 제스 러크로이        | 주연                                      |
| 2021          | FBI: 인터내셔널                    | FBI: International                      | 제스 러크로이        | 게스트                                    |